# Bovekerke
Bovekerke – dzielnica (deelgemeente) gminy Koekelare w Belgii, w Regionie Flamandzkim, w prowincji Flandria Zachodnia, w okręgu Diksmuide. 1 stycznia 2020 roku liczyła 1009 mieszkańców. Do 31 grudnia 1970 samodzielna gmina. 

## Demografia
Liczba mieszkańców, stan na 1 stycznia:
| Rok                | 1930 | 1947 | 1961 | 2020 |
| ------------------ | ---- | ---- | ---- | ---- |
| Liczba mieszkańców | 1056 | 1093 | 1109 | 1009 |